# Тао
Тао (груз. ტაო) — историческая область, расположена в средней части бассейна реки Чорох. Приблизительно соответствует области Тайк (арм. Տայք). В настоящее время — на востоке Турции.

## Название
В названии области сохранено имя древнего племени таохов, проживавшего на этой территории. Название страны в форме «Диаухи», «Даиаени» упоминается ещё в ассирийских (XII—IX вв. до н. э.) и урартских (IX—VIII вв. до н. э.) клинописных надписях. После 760-х годов до н. э. название Диаухи не упоминается, однако, по-видимому, оно сохранилось в качестве Тао у грузин, Таохи у греков, Даих или Тайк у армян.
В арабских географических текстах времени Аббасидов Тао был известен под названием «Sirāj Ṭayr» (араб. سراج طير‎, Сирадж Тайр), что представляет собой объединение армянских топонимов Ширак и Тайк. В арабском языке произошло искажение этих названий и эти два региона часто рассматривались как единая провинция.

## История

### Ранний период

Бассейн реки Чорох.
(Тао включает среднее течение реки Чорох, а также ее притоки Олту и Тортум)

Исследования Николая Марра показали, что вначале чаны занимали более обширную территорию, включая бассейн реки Чорох и её притоки с правого берега, с которой они были временно вытеснены армянами и в конечном итоге грузинами. Согласно Иване Джавахишвили, с древних времен Тао и приграничная область Испир были заселены грузинским племенем лазами (халибами). По мнению И. Дьяконова, вначале местное население могло быть хурритоязычным, которое с течением времени грузинизировалось (точнее, «чанизировалось»); а впоследствии данная территория была местом интенсивных армяно-чанских контактов.
Область и местные племена (в частности халибы, таохи и фазианы) описана в «Анабазисе» Ксенофонта, в IV веке до н. э. проходившего через эту землю с 10 тысячами греков. На основании этих сведений, согласно Роберта Эдвардса, таохи, наверняка, жили в долинах Олту, Нарман и Тортум. В то время они, так же как Кардухи и Халды, были свободным народом, не подвластным персидскому царю, но позже они попали под власть иберов.
Согласно Кирилла Туманова уже в IV—III вв. до н. э. область находилась в составе древнегрузинского царства Иберия. Согласно «Географии» Страбона (XI, 14, 5) в начале II века до н. э. оно было захвачено Арташесидской Армении у Иберии. Хотя в первоисточнике упоминается др.-греч. παρώρεια τοῦ Παρύαδρου (склоны Париадра) а не Тао, считается, что здесь имеется в виду Тао.

### С конца VI по VIII века: Мамиконянский период
В какой-то момент времени, Тао стал уделом армянского рода Мамиконянов, которые, согласно Роберта Эдвардса, происходили из картвельского племени чанов. По предположению К. Туманова они были из чанов или лазов. Чаны постепенно были поглощены княжеством Мамиконянов. Их резиденция находилась в крепости Эрахани, местоположение которой неизвестно.
Армянские источники позволяют проследить судьбу Мамиконянов с 314 года. Интеграция Мамиконянов и окончательное присоединение к Армении происходило постепенно, путем заключения военных союзов, смешанных браков и получения определённых наследственных должностей от армянской монархии.
По мнению Н. Гарсояна, Тайк или Тао предположительно могла быть евангелизирована во времена святого Григория. Арабский перевод историка V века Агатангелоса рассказывает о том, как Григорий Просветитель направил своих епископов в Басиани, Спери и Кола. Есть основания полагать, что последнее упомянутое место, то есть Кола, подразумевает и Тао. Хотя грузинские традиции приписывают первые миссионерские деятельности Андрею Первозванному. Согласно «Картлис цховреба», в котором подробно описывается пребывание апостола Андрея Первозванного в «землях Картли», после совершения многочисленных чудес в Самцхе и оставления там иконы Богородицы, Андрей отправился в области Тао.

#### С конца IV по VI века: Персидское господство и церковный раскол

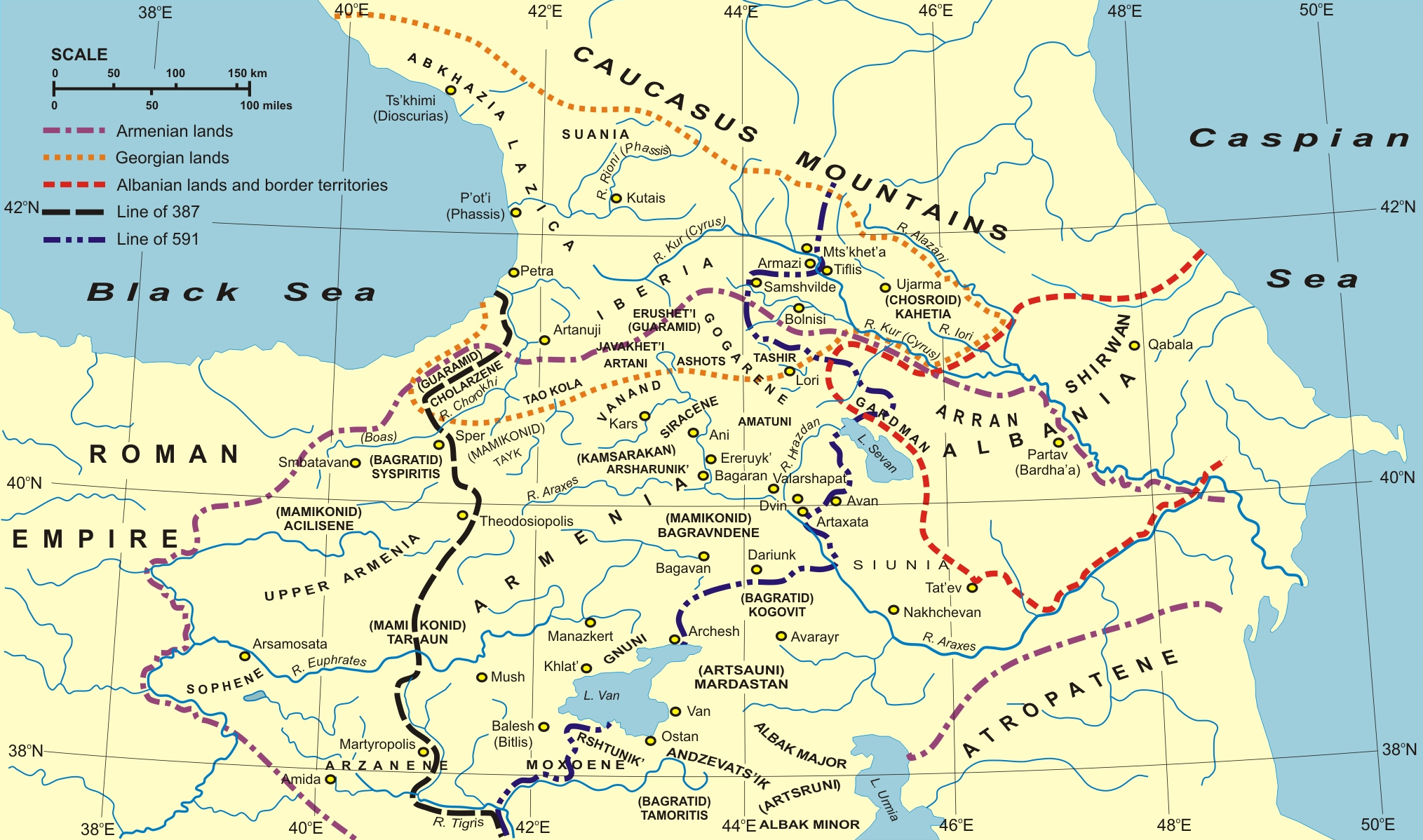
Закавказье в IV—VI веках по «Кембриджской истории Древнего мира»

После раздела Армении в 387 году, Тао оказался в персидской сфере, а его западная граница служила пограничным лением между Византийской и Персидской империями. Оно представляло собой не только политическую границу, но и идеологическое разграничение между христианской религией и зороастрийскими верованиями.
Тайк или Тао сохранился в границах Армянского царства (ставшего вассалом Сасанидов), а позже и Армянского марзпанства. После упадка армянской царской линии (428 г.), Мамиконяны, главными соперниками которых являлись семья Багратуни, самостоятельно отстаивали свои интересы в отношении Византии или Персии, проводя, индивидуальную внешнюю политику.
В 428 году Тао подверглась персидскому владычеству, а в 450 году приняла участие в восстании армян против Персии. Во время восстания в Таике, горцы из Халдии активно вступили в конфликт с местными партизанами, чтобы сражаться с персидскими колоннами, которые приближались к византийской границе. Амаяк Мамиконян и его союзники, Артен Кабелеан и Вараз-Шапух Палуни, взяли на себя лидерство в этом местном восстании, и к ним присоединились беженцы, представители знати, горожане и крестьяне. Позднее они потерпели поражение от Васака Сюни, который возглавлял персидскую карательную экспедицию в этом регионе.
Согласно Роберта Эдвардса, в периоды правления династий Арташесидов и Аршакидов, а также во времена персидского сюзеренитета (примерно с 387 по 591 год) часть северо-западной границы Тао простиралась до реки Чорох, где, по всей вероятности, большая часть население было грузинским. Согласно Р. Хьюсену, в эпоху Мамиконянов Тао и Кола вероятно были в основном грузинскими областями тогда как Болха и его округи Бердац-пор и Партизац-пор могли быть преимущественно армянскими. Р. Эдвардс и Р. Хьюсен критикуют радикальные взгляды армянских и грузинских историков, считающих Тайк исключительно армянской или грузинской.

Границы и деление Тайка по данным «Армянской географии» VII века.

Акты церковного совета в Двине (555 год), представляют собой последний известный исторический документ, в котором упоминается армянский епископ из Тайка. Согласно, Н. Алексидзе, в конце VI — начале VII века Тао перешло к халкидонской традиции и перестало подчиняться Церкви Персармении. Это свидетельствует о возможной Грузинской церковной юрисдикции над Тао в это время.

#### С конца VI до середины VIII века: Византийское влияние и арабские вторжения
По итогам ирано-византийской войны в 591 году Тао попал под контроль императора Маврикия. В результате военного похода императора Ираклия I Иберия потеряла прибрежную территорию Кларджети (кантоны Нигали и Мургули в нижнем бассейне реки Чорох), а также «страну Тухариси», вошедшую в состав Тао. По крайней мере, часть Тао должна была быть передана в удел отдельной ветви Мамиконян в VI веке. В период с VI по VII века члены княжеской династии Димаксян, проживавшие в восточной Тао, учредили независимое княжество Буха (Бугатакури на грузинском). Семьи Мамиконян и Димаксян, а также другие меньшие независимые или полунезависимые феодалы этого региона, располагали собственными вооружёнными формированиями и знамёнами.
В 607 году в Армении Двинский синод осудил Халкидонский собор и Томос к Флавиану папы римского Льва I. Часть диссидентов-халкидонитов эмигрировала в Тао, который находился в иберийской политической сфере, а часть в Византию. Таким образом епископы, отказавшиеся выполнить требования католикоса Абраама и укрывшиеся в Тао, избежали юрисдикции католикоса Двина так как Тао не был в границах Персии. Согласно Жерару Гаритту, возможно, последние больше зависели от Грузинской, чем от Армянской церкви.

Политическая карта Кавказа, ок. 740 г., после окончания арабо-хазарского конфликта и консолидации власти Омейядов в Закавказье.

В результате арабских завоеваний Южного Кавказа было создано эмират Арминия, который административно был разделён на четыре части. Согласно арабским авторам, Тао был известен под названием «Сирадж Тайр» и входил в состав провинции «Арминия 3-я» или «Арминия 2-я». Арабское нашествие в VII веке означал крушение традиционно «романофильских» Мамиконянов: в конечном итоге они потеряли почти все свои владения и большую часть своего политического веса. С середины VII века до 772 г. Мамиконяны управляли Тао под сюзеренитетом арабов. Политические потрясения, последовавшие за арабскими завоеваниями в середине VII века, привлекли дополнительное количество грузинских поселенцев (вероятно, лазов или чанов) в долины Чорух и Тортум.
Католикос Армении Нерсес III провёл шесть лет в изгнании в Тайке, где он оказался после ухода из Двина в 654 году. Под Византийским правлением в Бане и Ишхани были построены две важные церкви. Церковь в Ишхани была построена католикосом Армении Нерсесом III. Обе церкви были разрушены после арабского вторжения. В начале IX века церкви в Бане и Ишхани были восстановлены и преобразованы в епископские центры грузинскими духовными деятелями Сабой Ишхнели и Квирике Банели.
В VIII веке область дважды подверглась разгрому и опустошению: в 735 году в результате похода арабского полководца Мервана Кру и в 774 — 775 годах во время восстания против арабов. Провал этого восстания имел катастрофические последствия для Мамиконянов. В результате они потеряли Тао (который был завоеван в основном Багратунами и частично Иберией). Чтобы избежать арабских налогов наложенным Аль-Мансуром, 12 тысяч армян покинули свои дома и, под руководством Чапу Аматуни, эмигрировали на византийскую территорию, в основном в области Тао.
В 770-х годах Ашот Мсакер подчинил Ширак и Абоц, и проник в Тао. Ашот построил крепость Калмахи и сделал её резиденцией. Согласно Рене Груссе, Ашот Мсакер сыграл роль в арменизации приграничных территорий, устанавливая поселения колонистов из Алиовита и Аршаруника в этнически спорной провинции Таик или Тао, которая постоянно находилась под влиянием иберийцев и византийцев. В это время в Тао также переселился армянская семья Гнуни.

### С VIII по X век: возвышение иберийских Багратидов
По предположению К. Туманова, после 772 года Тайк или Тао, принадлежащая тогда роду Мамиконянов, была разделена на две части։ Верхняя Тао была приобретена Багратидами; Нижняя, вместе с Асиспори, отошла к Гуармидам. Примерно между 786—807 годами Нижний Тао, вместе с Арсеацпором (груз. Асиспори) в Верхнем Тао, перешла к иберийским Багратидам. Весь Тао окончательно был объединен в 813 году. С этого времени Тао переходит от армянской политической сферы в грузинскую.
В конце VIII века в результате арабских походов местные грузинские династии были уничтожены, и центральная часть Картли попала в руки арабов. Иберийское княжество также был распущен, и на его руинах были сформированы независимые политические образования. Будучи преследуемым арабами, Ашот Куропалат укрывается на юго-западе Грузии и основывает здесь княжество Тао-Кларджети, получает титул куропалата от византийского императора и с его поддержкой начинает возрождение страны. Со времени правления Ашота Куропалата здесь широко распространяется монастырское строительство, начатое Григорием Хандзтийским, что достигло ещё больших масштабов при последователях Ашота.

«Житие Григория Хандзтели» свидетельствует о запустении Тао ко времени его заселения грузинами. В отношении «Житие Григория Хандзтели» Арутюнова-Фиданян утверждала, что в Тао грузинские монахи были окружены армянским населением, и самые ранние грузинские монастыри были учреждены на местах разрушенных армянских монастырей. Однако Вахтанг Джобадзе противоречил этой интерпретации. Текст указывает на то, что, когда Григорий Хандзтийский прибыл в Тао, регион был разрушен арабскими вторжениями и настолько обезлюдевшим, что ему было сложно найти рабочих для строительства церкви.

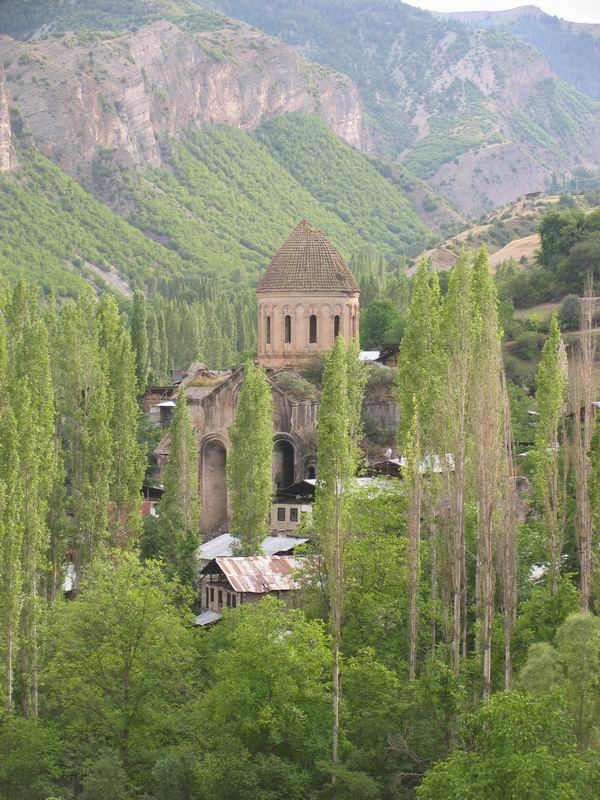
Православный собор Ошки (958—964)
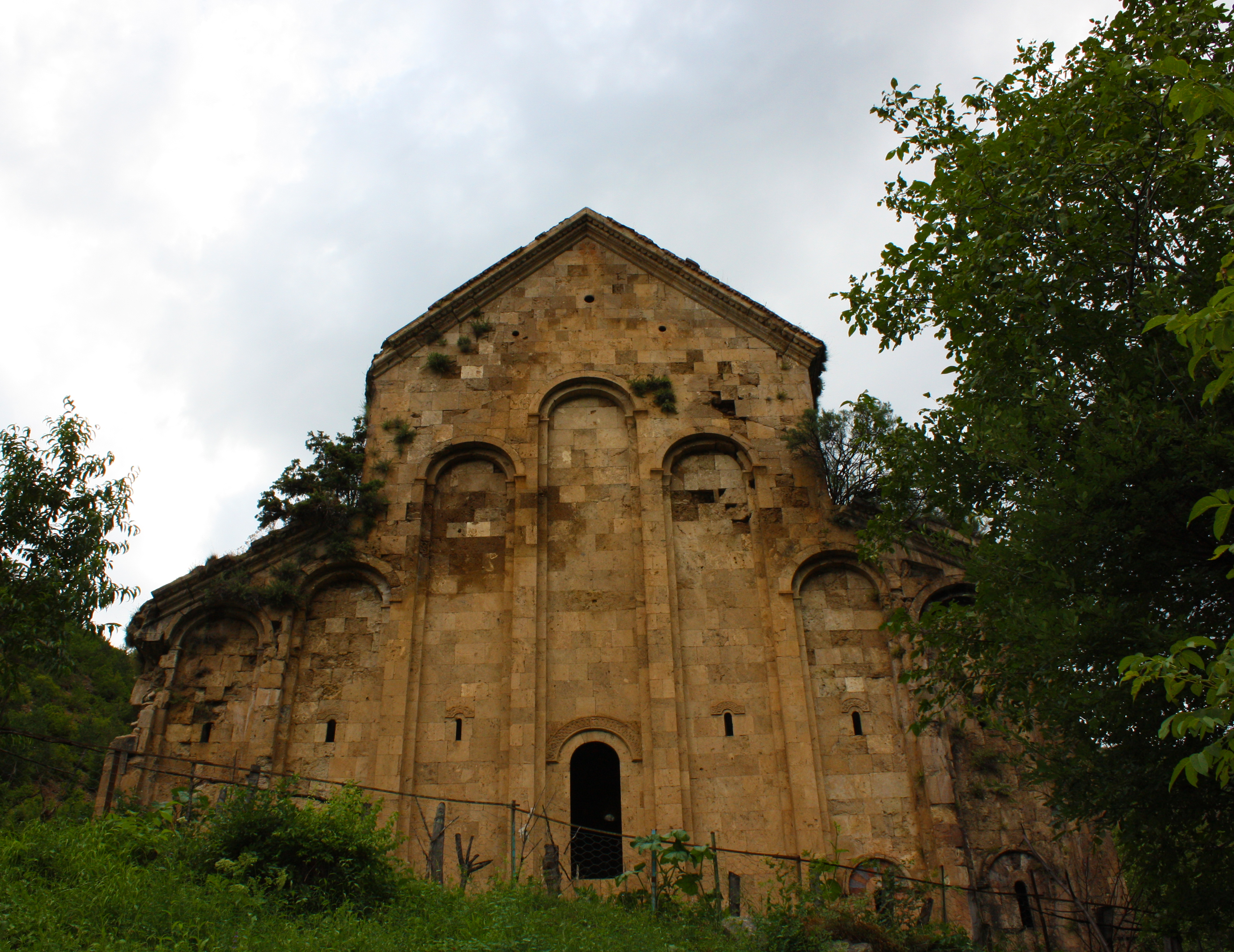
Руины церкви Отхта Эклессия (Церковь Четырёх) X века
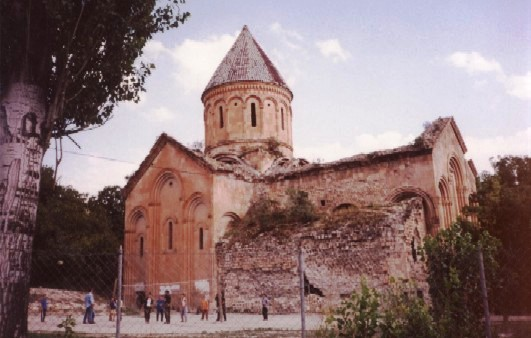
Православный кафедральный храм Ишхани IX века
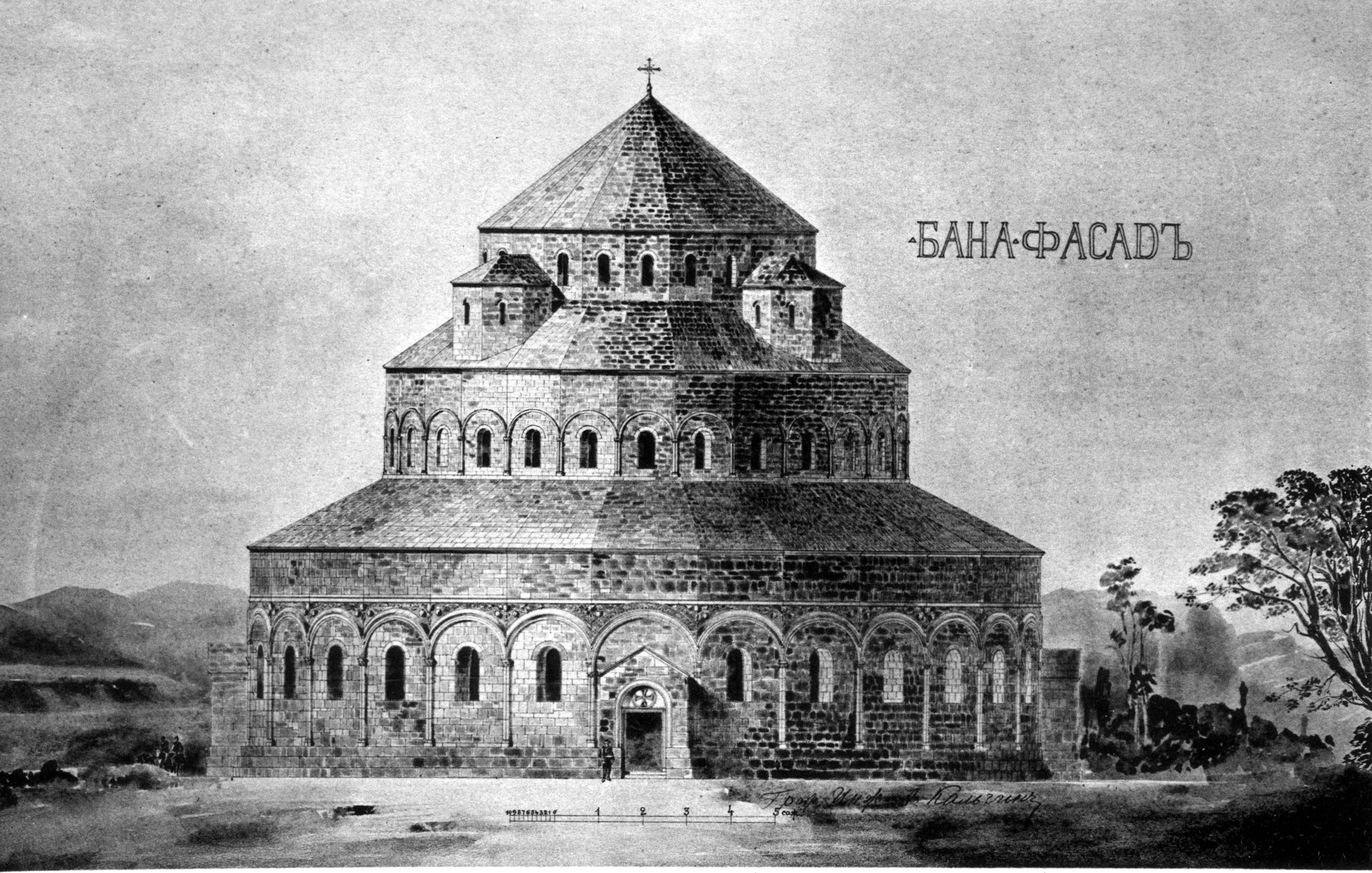
Чертеж реконструкции собора Бана, ок. 881–923 гг.

Наследие Ашота было разделено между несколькими ветвями Багратионов. В конечном итоге они разделились на ветви Тао и Кларджети, а позже ветвь Тао также разделилась. Багратионы Тао-Кларджети, помимо грузинских титулов, также носили византийские титулы (Курапалат, Магистр, Антипатрик-Патрик). С 888 года Адарнасе, представитель Тао, восстановил королевство грузин; Титул «царь грузин» среди багратионов Тао-Кларджети стал преобладающим с этого времени, хотя куропалат оставался наиболее важной фигурой для Византии. После смерти Гургена II первая ветвь Верхнего Тао стала вымирать, и их владения были переданы представителю ветви Нижнего Тао. Давид III Куропалат был представителем этой ветви.
| города Другие церкви и монастыри | Епископальные соборы Замки |

### С XI по XII век: Грузино-византийские войны и турецкие вторжения
После смерти Давид III Куропалата Византийский император Василий II помирился с Багратом III, и стороны достигли некоторых соглашений относительно Тао. Южная часть Тао, перешла в руки Византии, в то время как северная часть, то есть нижняя Тао, осталась у Баграта. В результате политический центр Грузии переместился на север, как и грузинская элита. Вновь объединив территории, Василий учредил Иберийскую фему. Точная дата создания Иберийской феми неизвестна и варьируется от 1001 до 1022 года, когда император наконец смог закрепить Тао после своей кампании в Грузии (1014—1023 годы). В результате неудачной кампании Георгия I обе части Тао оказались в руках Византии. Хотя грузинские монархи пытались несколько раз вернуть контроль над Тао (1001, 1014, 1021—1022 годы), нет свидетельств, что грузинское население изначально было угнетено под новым военным управлением. В 1034 году Баграт IV вернул значительную часть Нижнего Тао. Непокорный феодальный владелец Липарит Багваши удалось захватить Тао при помощи Византии, но его поймал верный царю эристав Сула Калмахели и передал его Баграту.
Под византийским владычеством, помимо регулярных византийских гарнизонов, Тао также защищалось местным населением, за что они получали государственные земли освобожденные от налогов. Около 1053 года ситуация в этом отношении ухудшилась. Константин IX Мономах распустил «Иберийскую армию», которая насчитывала 50 000 воинов, и обложил их налогами за военную службу. Новые налоги вызвали недовольство местного населения по отношению к византийским властям. В последний период своего существования Иберийская фема включала Тао, Басиани и Карс. В 1064 году, находясь в походе в Грузии, Альп-Арслан вместе с другими войсками пошёл на Тао-Панаскерти. В 1074 году Григорий Пакуриан ушёл с поста главнокомандующего имперскими войсками на востоке и передал земли (Феодосиополь, Олти, Карс, Вананд, Карнипори и часть Тао) царю Грузии Георгию II. Территория была полностью очищена от турецких отрядов до 1075 года.

### С XIII по XVI век: в составе Грузинского царства и Самцхе-Саатабаго
Некоторые историки связывают образование Таойского саериставо с правлением Баграта IV и считают Ваче Каричис-дзе его первым эриставом, хотя эта точка зрения не разделяется М. Бахтадзе, который считает, что в то время определённая часть Тао была во владении царя, что также не исключает существование Саериставо Тухариси на территории Тао, которое упоминается в источниках с XI века. В определённый моменты южная или верхняя Тао, значительным грузинским населением, оказывалось под контролем княжества Салтукидов и Сельджуков Эрзурума. Несмотря на это, местные грузинские князья, обладавшие властью в этой местности, высказали лояльность Багратионам. В 1124 году, во время битвы против сельджуков, Давид IV Строитель пошёл в Южный (то есть Верхний) Тао. Давид перенёс Хахульский триптих из церкви Хахули в Гелати. В 1191 году, во время правления царицы Тамар, местный дворянин Гузан присоединился к мятежу Юрия Боголюбского. После поражения мятежников Закария Панаскертели стал первым эриставом Тао. Эриставство Тао существовало с 90-х годов XII века до 60-х годов XV века. Известны следующие эристави Тао: Закария Панаскертели (конец XII века), Така Панаскертели (конец XIII века — начало XIV века) Заза Панаскертели (XV век). После победы над Рукнеддином в битве при Басиани, Хахули, Ошки и Бана были освобождены.
После вторжения монголов в Грузии и ослабления страны, айюбиды, Румский султанат и Хлат активно боролись за господство в Тао. Со второй половины XIII века он входил в состав Самцхе-Саатабаго. Огромная туркменская армия была разгромлена возле Баны под командованием Кваркваре Цихисджварели, позже мандатуртухуцеси Бека I одержал блестящую победу над армией Азата Мусы. Особенно отличился Така Панаскертели, эристав Тао, который с небольшим войском сражался с врагами возле крепости Тортоми. С XIV века Тао входил в состав объединённой Грузии. Судя по всему, внуком этого Така был и тот Така, воины которого, окопавшись в крепости Тортоми, оказали сопротивление армии Тамерлана (1401 г.).
В 1466 году вождь Ак-Коюнлу, Узун Хасан, начал военную кампанию против Грузии, провозгласив священную войну (гази). В процессе этой кампании он вторгся в Тао и были захвачены крепость Самагар и замки в окрестностях Тортума. Со второй половины XV века, после распада Грузинского царства на отдельные царств и княжеств, Тао входил в состав Самцхе-Саатабаго.

### Последующие периоды
Конец 50-х годов XVI века ознаменовался присоединением западных областей Самцхе-Саатабаго, включая Тао, Османской империей. В это время власть Османов в Тао принял Султан Сулейман I (1520—1566) и создал новую административную единицу: Тортум, Мамраван, Олтиси — стали санджаками, а Хахули стал нахия. Османская империя передала управление христианским населением Тао, включая Карс-Эрзурум, в ведение Армянской патриархии.
В своей работе географ и историк XVIII века Вахушти Багратиони описывает Тао следующим образом:
О Тао. Верхъ же Артвана, до Иди, западная сторона Чороха, востокъ отъ Тортомись мта, есть Таосъ-кари или Тао. Его граничать: съ востока рѣка Чорохъ; съ юга спу-стившаяся съ Тортомись-мты гора до Иди; съ запада Тортомисъ-мта; съ сѣвера Чорохъ и Испирисъ-мта. И страна эта Тао виноградна, фруктова, плодородна всякимъ зерномъ, а въ горныхъ частяхъ (такова), какъ Джавахетія; но гориста, холмиста, ложбинно-овражиста, ухабиста, богата водою и тѣсна. Въ ущельяхъ селенія. И люди такіе же (какъ въ другихъ мѣстах). Но Иди и Нарумаки всѣмъ (таковы), какъ Тріалетія или Джавахетія.
— Вахушти Багратиони, Географiя Грузiи, 
В 1878 году часть Тао, Олтиси, была захвачена Российской империей и включена в Карсской области. С 1918 по 1921 годы этот регион был частью Демократической Республики Грузия. После советизации Грузии этот регион согласно Карскому договору был передан большевиками Турции. Грузинское население этих мест подверглось переселению во внутренние районы Турции. В настоящее время грузинский диалект (таоский диалект) сохраняется лишь в некоторых селениях долины Пархали.